# Fabio Acevedo
Fabio Acevedo (* 9. Dezember 1949) ist ein ehemaliger kolumbianischer Radrennfahrer.

## Sportliche Laufbahn
Acevedo war Straßenradsportler und Teilnehmer der Olympischen Sommerspiele 1972 in München. Im olympischen Straßenrennen schied er aus. Im Mannschaftszeitfahren wurde Kolumbien mit Fabio Acevedo, Fernando Cruz, Henry Cuevas und Miguel Samacá 22. des Rennens.
Die Vuelta a Columbia bestritt er sechsmal. Sein bestes Gesamtergebnis war der 6. Rang 1971. Bei den Panamerikanischen Spielen 1974 wurde er Zweiter im Straßenrennen.